# Agapit Pečerský

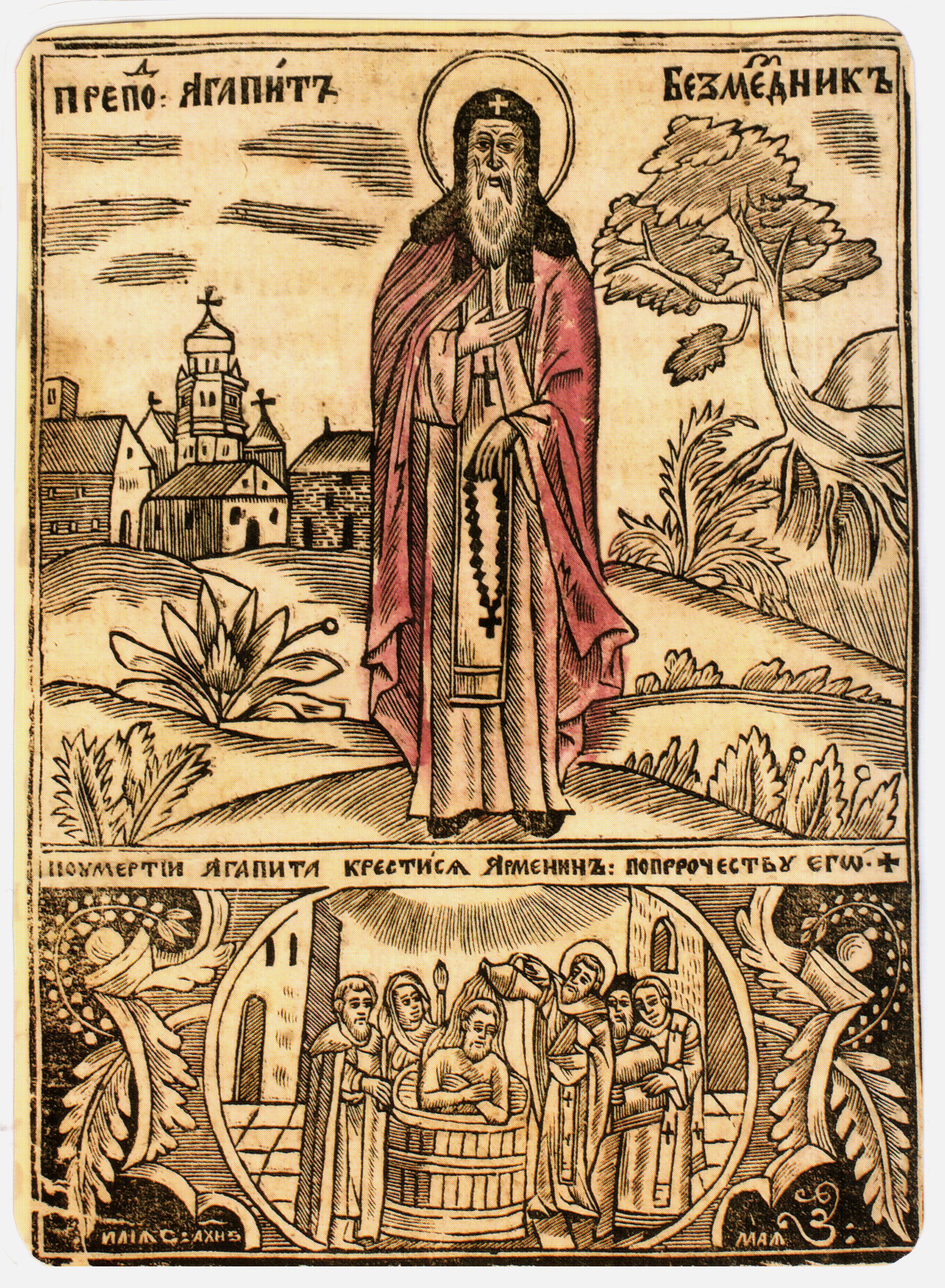
Agapit Pečerský, 1661

Agapit Pečerský (?, Kyjev – 1. června 1095, Kyjev) byl mnich Kyjevskopečerského monastýru a lékař (nezištník).

## Život
Podle Kyjevskopečerského paterikonu Agapit pocházel z Kyjeva a za života Antonína Pečerského v Kyjevskopečerském monastýru byl postřížen na monacha.
Je považován za prvního lékaře Kyjevské Rusi, známého svou bezmeznou pomocí pacientům. Získal velkou slávu při léčení velmi nemocných, prostřednictvím modlitby a léčivých bylin. Podle vyprávění vyléčil černigovského knížete Vladimíra II. Monomacha.
Když arménský lékař, který bojoval s Agapitem, uviděl uzdravování modlitbou, přešel k pravoslavné církvi a stal se mnichem. Agapit zemřel 1. června 1095. Jeho ostatky byly pohřbeny v blízkých jeskyních kyjevskopečerské lávry.
Místní kanonizace sahá až do dob stvoření Kyjevskopečerského paterikonu (polovina 13. století). Úcta celé církve započala rozhodnutím Svatého synodu v druhé polovině 18. století.